# گابی (بازیکن فوتبال، زاده ۱۹۸۳)
گابریل لوییس فرناندز آرناس (به اسپانیایی: Gabriel Luis Fernández Arenas؛ زادهٔ ۱۰ ژوئیهٔ ۱۹۸۳) معروف به گابی، بازیکن سابق فوتبال اهل اسپانیا است که به عنوان هافبک دفاعی بازی می‌کرد و سرمربی فعلی باشگاه ختافه بی است.
او ۴۲۹ بازی در لا لیگا انجام داد، اکثراً در دو دوره با اتلتیکو مادرید و یک دوره با رئال ساراگوسا. گابی در طول حضور ده سالۀ خود در اتلتیکو؛ مجموعاً ۴۱۷ بازی و ده گل به دست آورد. وی هم‌چنین برای السد در لیگ ستارگان قطر مسابقه داده‌‌است.
از باشگاه‌هایی که در آن بازی کرده‌است می‌توان به ختافه، رئال ساراگوسا، اتلتیکو مادرید و السد اشاره کرد.
گابی نمایندۀ اسپانیا در سطح جوانان بود.